# Ningyuan, Heilongjiang
Ningyuan (kinesiska: 宁远, 宁远镇) är en köping i Kina. Den ligger i provinsen Heilongjiang, i den nordöstra delen av landet, omkring 100 kilometer öster om provinshuvudstaden Harbin. Antalet invånare är 39 508. Befolkningen består av 19 143 kvinnor och 20 365 män. Barn under 15 år utgör 15,0 %, vuxna 15-64 år 77 %, och äldre över 65 år 6,0 %.
Runt Ningyuan är det ganska tätbefolkat, med 75 invånare per kvadratkilometer. Ningyuan är det största samhället i trakten. Omgivningarna runt Ningyuan är en mosaik av jordbruksmark och naturlig växtlighet.
Genomsnittlig årsnederbörd är 853 millimeter. Den regnigaste månaden är juli, med i genomsnitt 166 mm nederbörd, och den torraste är januari, med 10 mm nederbörd.